# Cantone di Daule
Il Cantone di Daule è un cantone dell'Ecuador che si trova nella Provincia del Guayas.
Il capoluogo del cantone è Daule.